# Paul William Hodge
Paul William Hodge (8. November 1934 in Seattle, Washington – 10. November 2019) war ein US-amerikanischer Astronom.
Hodge studierte Physik in Yale und erhielt seinen Doktor in Astronomie an der Harvard University. Zusammen mit George Wallerstein gründete er 1965 das Astronomiedepartement der University of Washington, wo er seither Professor war. Von 1984 bis 2004 war er Herausgeber des Astronomical Journal.
Seine jüngsten Forschungen konzentrierten sich auf die Eigenschaften der Sternentstehung in nahen Galaxien einschließlich der Andromedagalaxie. Seine Untersuchungen der Barnards Galaxie resultierten im Jahre 1977 in einer Veröffentlichung, in der er 16 H-II-Regionen identifizierte – also Gebiete mit großen Mengen an ionisiertem atomarem Wasserstoff, die Sterngeburtsstätten sind. Nach ihm werden diese als Hodge 1 bis Hodge 16 bezeichnet.
Am 9. März 2001 wurde der Asteroid (14466) Hodge nach ihm benannt.